# Khuza'a (Khan Younès)
Khuza'a, en arabe : خزاعة, est une municipalité du gouvernorat de Khan Younès en Palestine. Elle est située au sud de la bande de Gaza, à 500 m de la ligne verte. 
Selon le recensement du bureau central palestinien des statistiques, la localité compte une population de 11 388 habitants en 2017.
En mai 2025 la ville est complètement rasée par Tsahal.